# Pandémie de Covid-19 à Maurice
La pandémie de Covid-19 à Maurice démarre officiellement le 18 mars 2020. À la date du 7 octobre 2022, le bilan est de 1 025 morts.

## Chronologie
Les trois premiers cas de covid-19 à Maurice sont confirmés le 18 mars 2020. Il s'agit de trois citoyens de retour de l'étranger : l'un de 59 ans, de retour d'Angleterre, et les deux autres, employés sur des bateaux de croisière et âgés de 21 et 25 ans. La barre des dix cas confirmés est dépassée le 20 mars 2020, celle des 100 cas le 28 mars 2020, celle des 1 000 cas le 31 mars 2021, et celle des 10 000 cas le 30 août 2021.
Le premier décès est intervenu le 19 mars 2020, le dixième le 27 avril 2020, le 100ème le 6 octobre 2021, et le 1000ème le 11 juin 2022.

## Statistiques

Nombre de cas à Maurice depuis le début de l'épidémie.

Nombre de morts à Maurice depuis le début de l'épidémie.